# صنعت خودروسازی آلمان

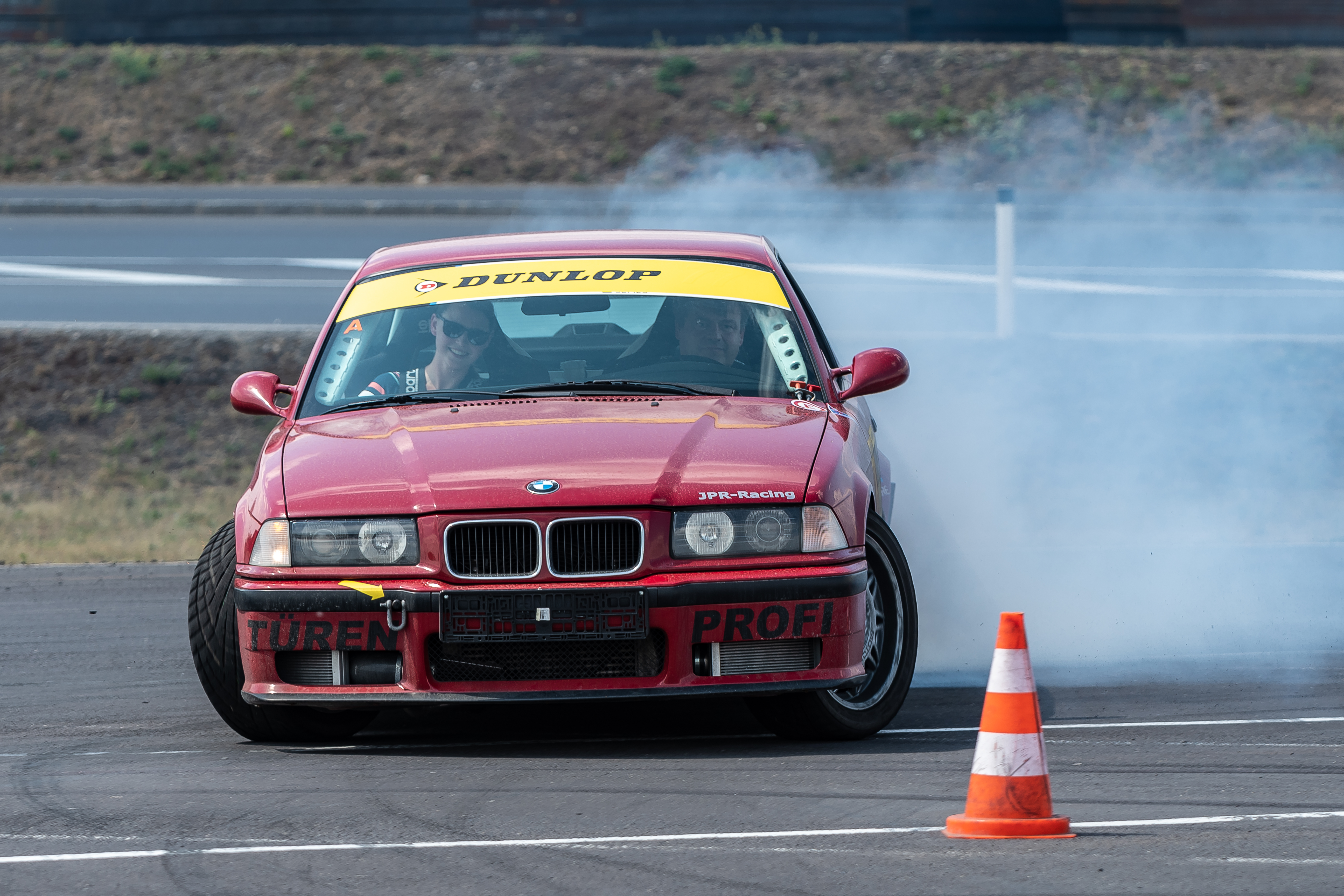
ب‌ام‌و ام۳ از خودروهای اسپرت ساخت آلمان.

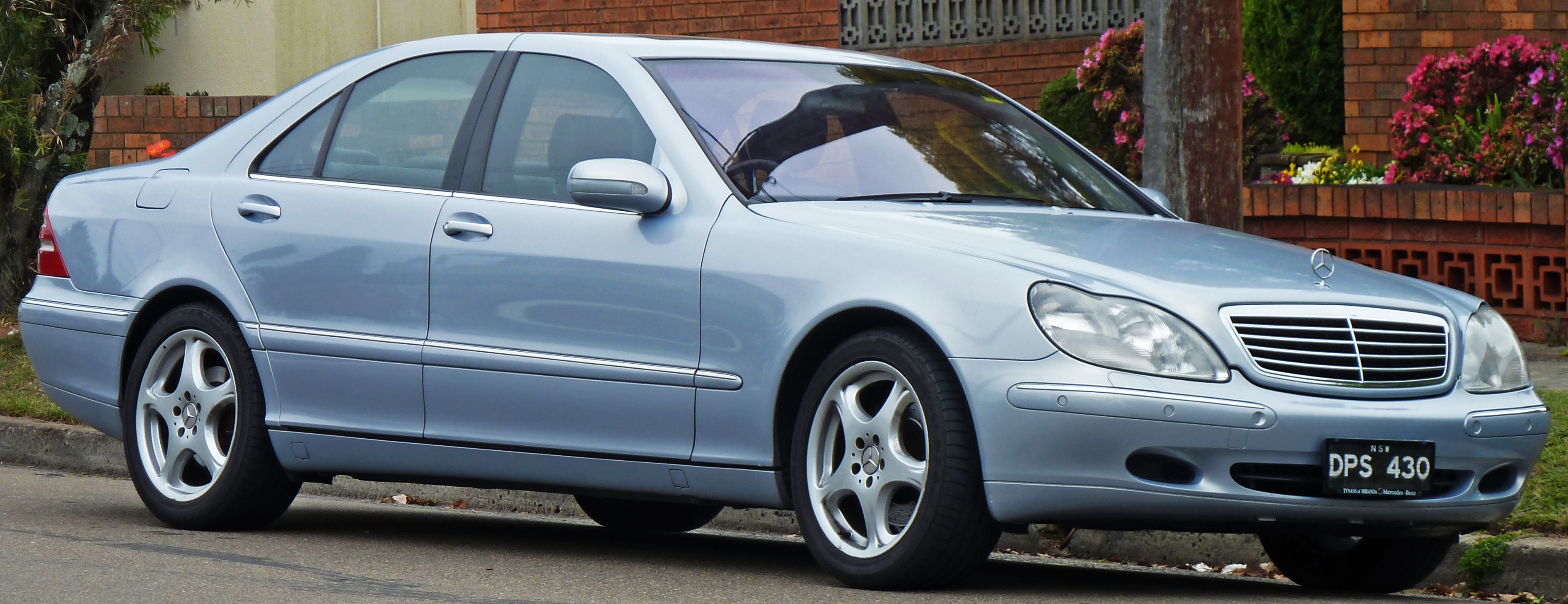
مرسدس-بنز کلاس-اس از با کیفیت‌ترین و پرطرفدارترین سدان‌های جهان.

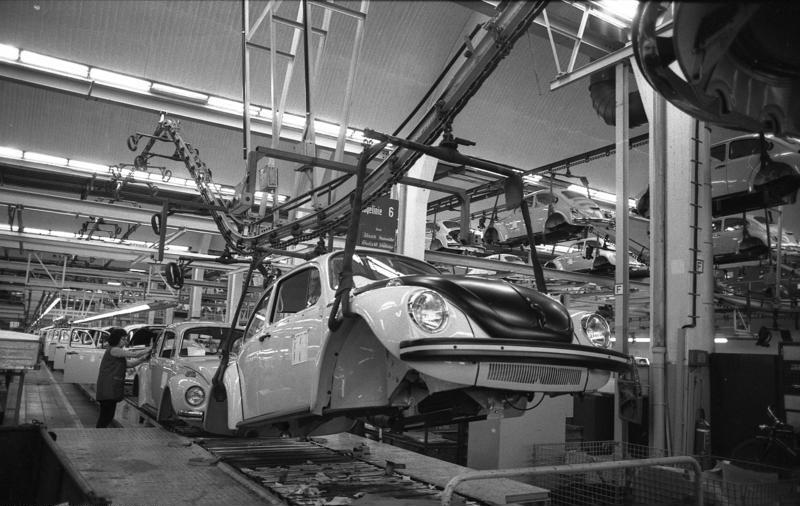
خط مونتاژ فولکس واگن در سال ۱۹۷۳

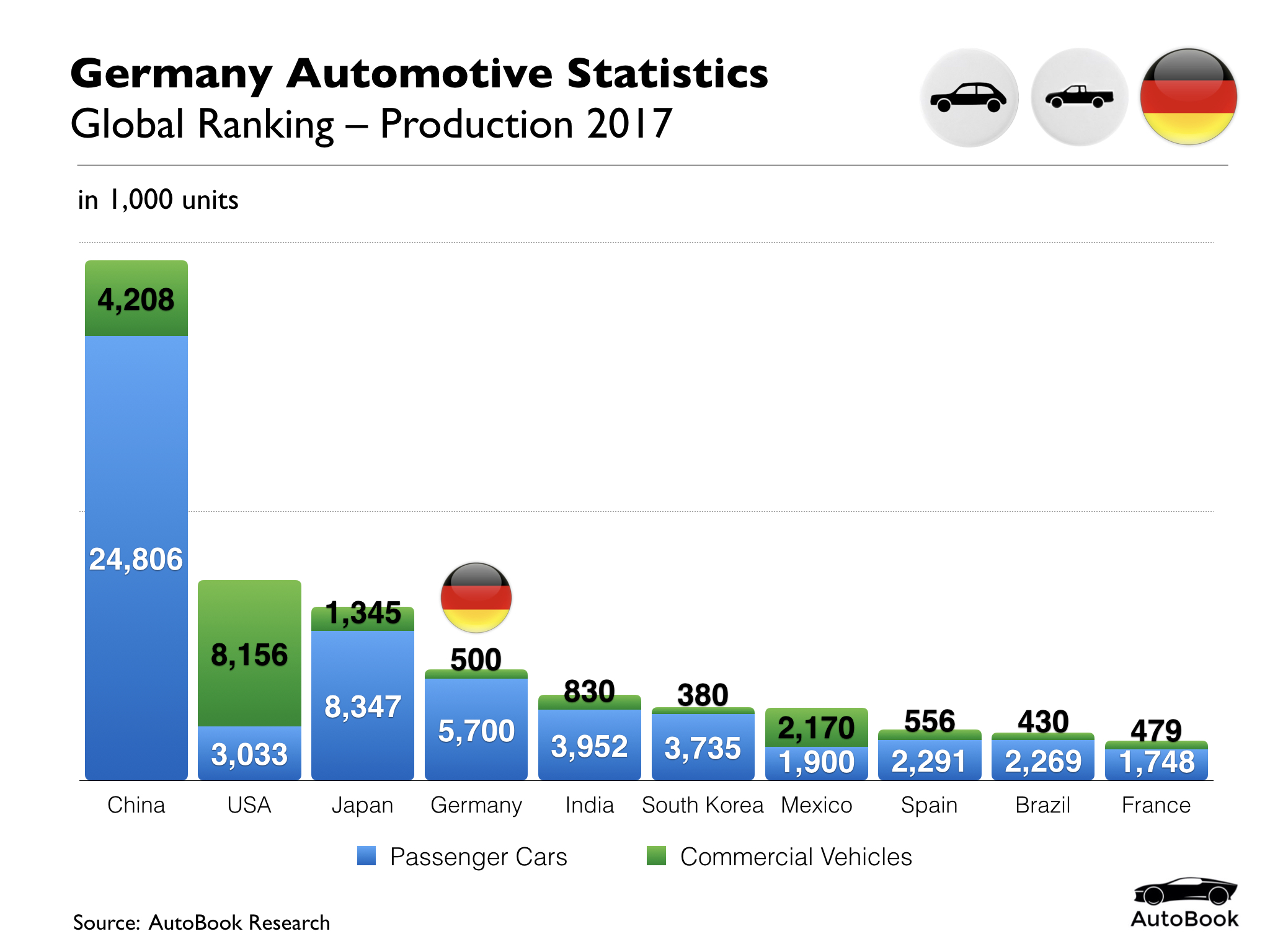
آمار تولید خودروهای آلمانی در سال ۲۰۱۷

صنعت خودرو در آلمان با نیروی کار بالغ بر ۸۵۷٬۳۳۶ تن (در ۲۰۱۶) در این صنعت یکی از بزرگ‌ترین کارفرمایان صنعت در جهان است. این صنعت با داشتن خودروهای مدرن، به عنوان رقابتی‌ترین و نوآورترین خودروسازی در جهان تلقی می‌شود، و چهارمین آمار تولید خودرو در جهان، و چهارمین آمار تولید کل خودروهای سنگین جهان را داراست.

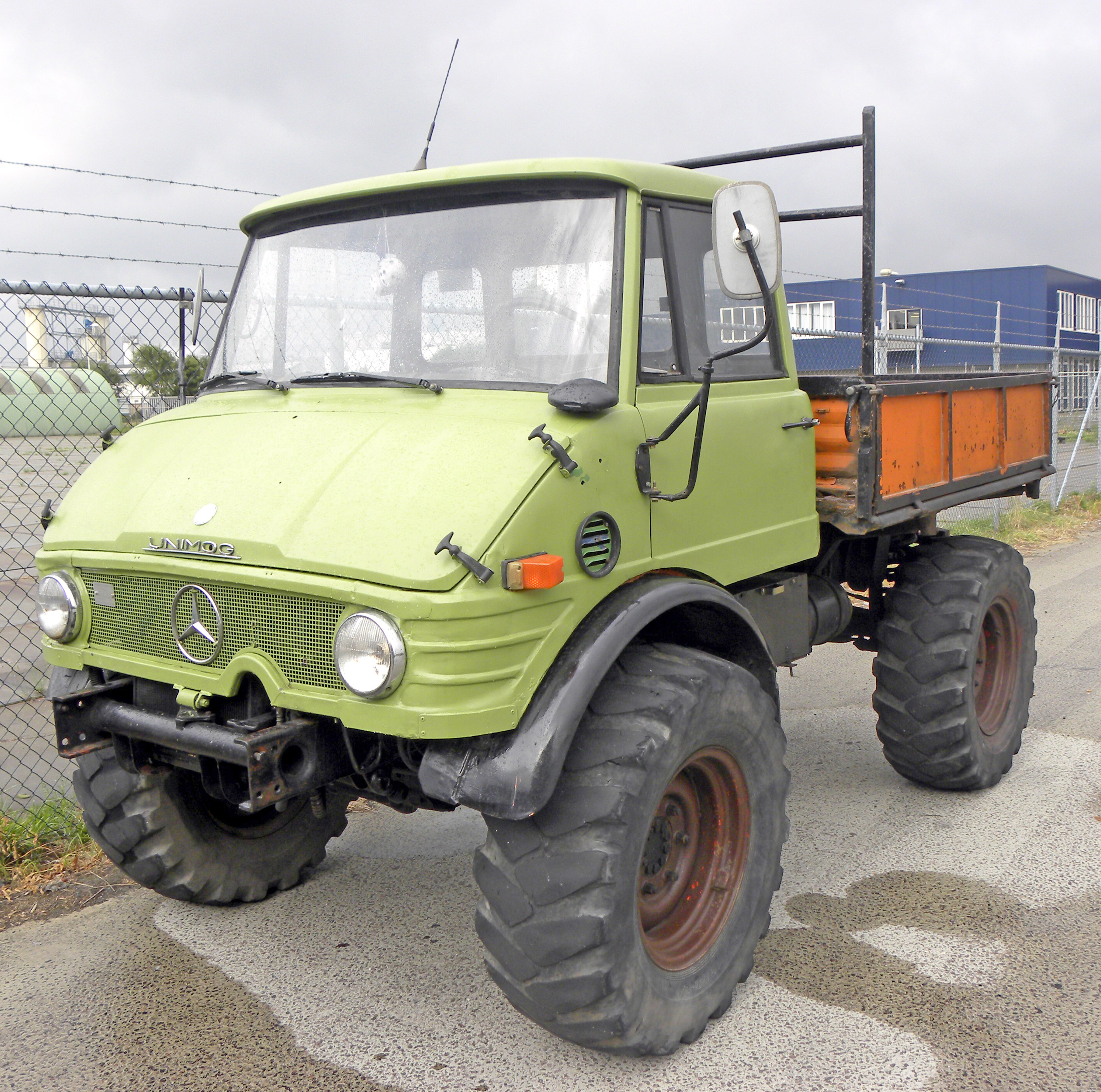
یونیماگ۴۰۶ از کامیون‌های ساخت مرسدس-بنز آلمان

این صنعت با تولید سالانه نزدیک به شش میلیون و سهم ۳۱٫۵ درصدی در اتحادیه اروپا (۲۰۱۷) بزرگ‌ترین صنعت خودروسازی اروپا نیز است. از افتخارات این صنعت می‌توان به کسب رتبه ۴ و ۵ جایزه خودروی قرن توسط فولکس واگن بیتل و پورشه ۹۱۱ اشاره کرد.

## تاریخچه

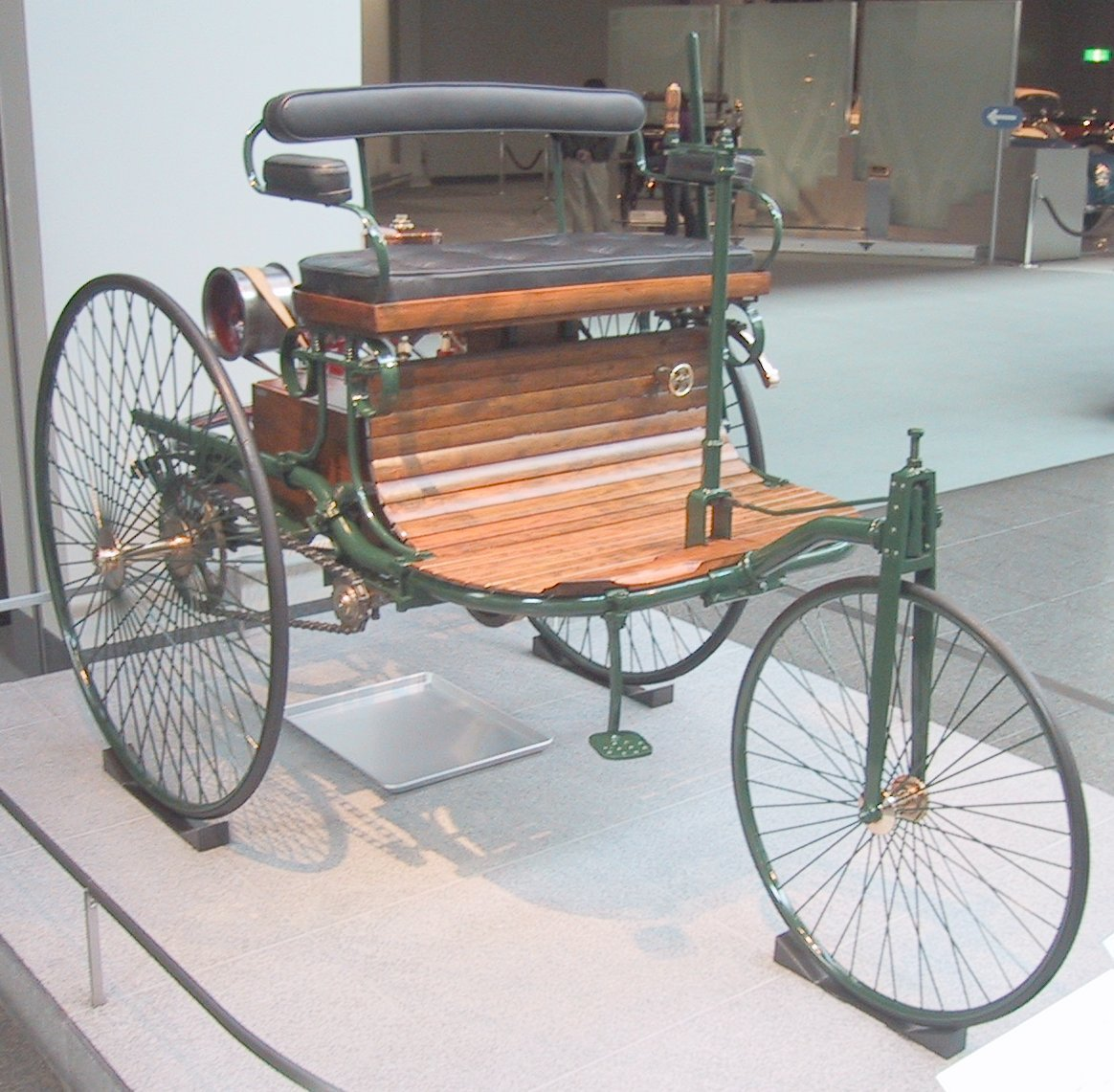
بنز پتنت-موتورواگن ساخته شده در سال
۱۸۸۵

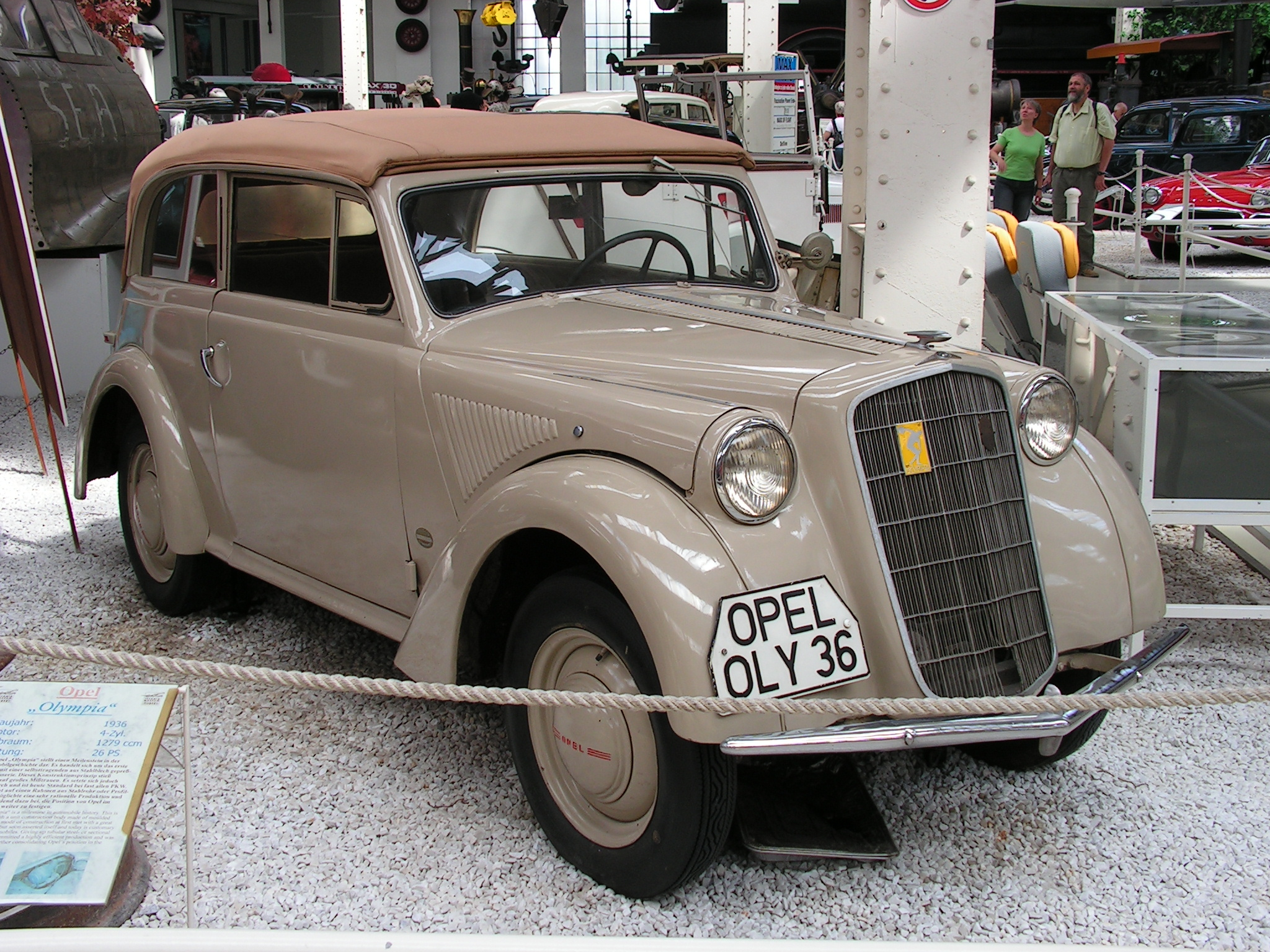
اوپل المپیا

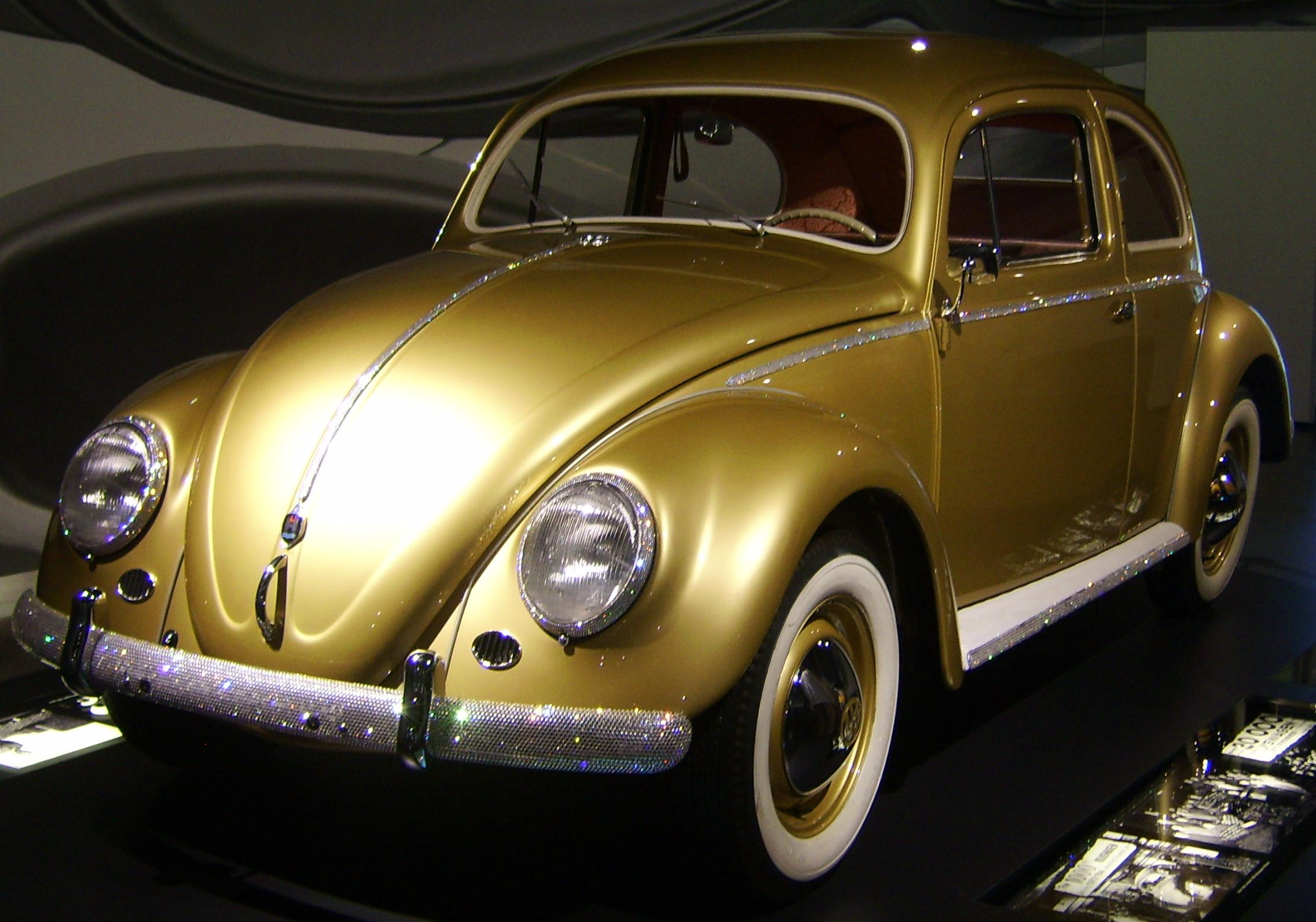
بیتل

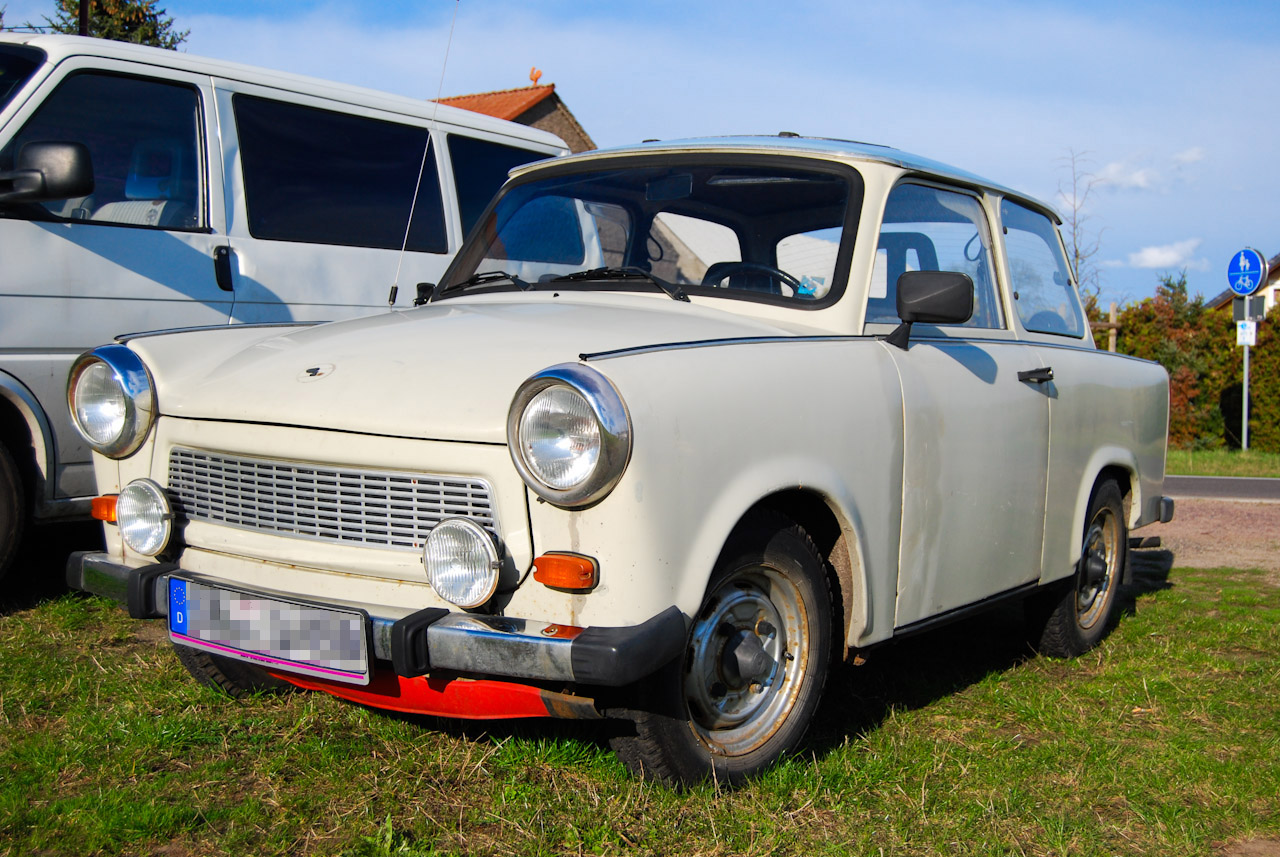
ترابانت

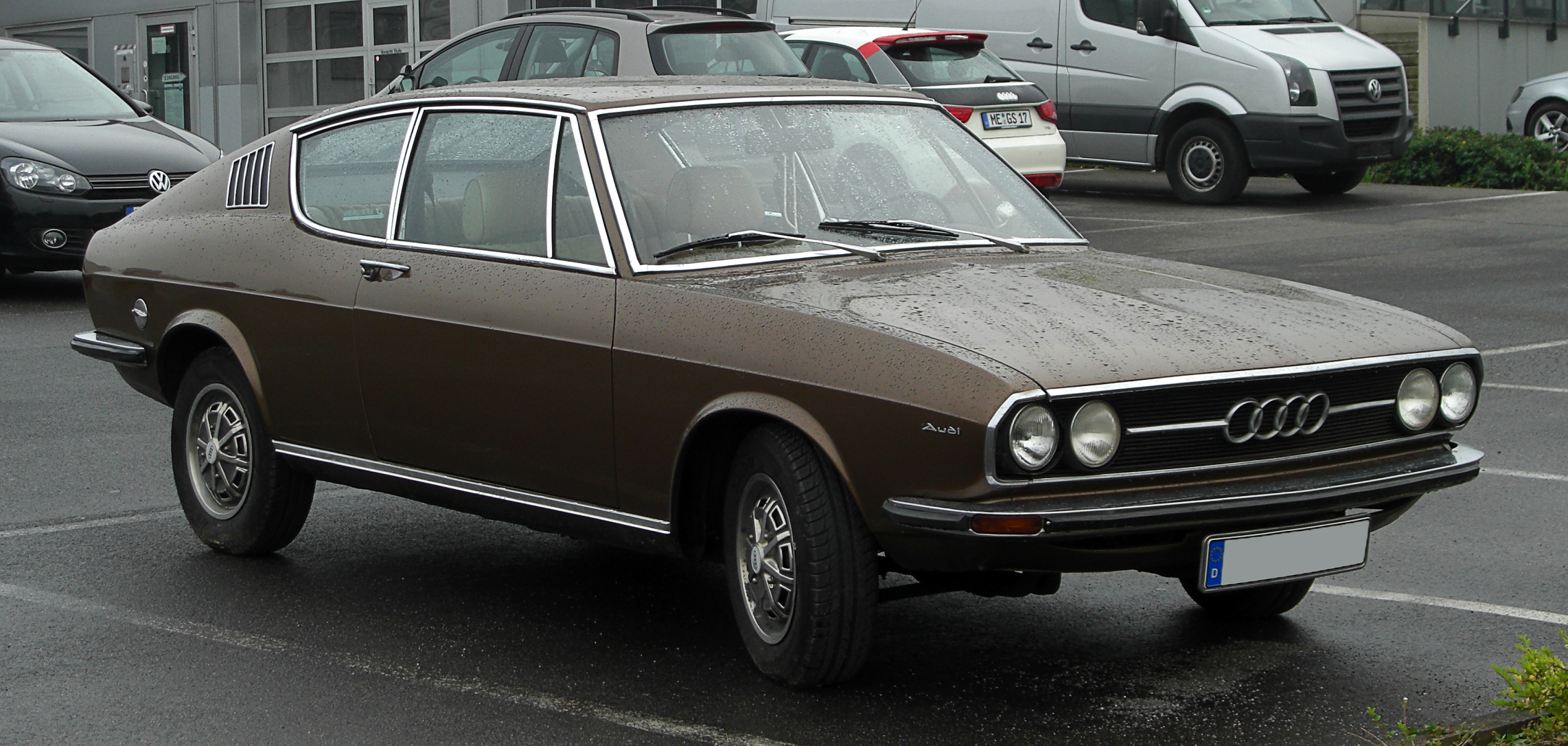
آئودی ۱۰۰ کوپه

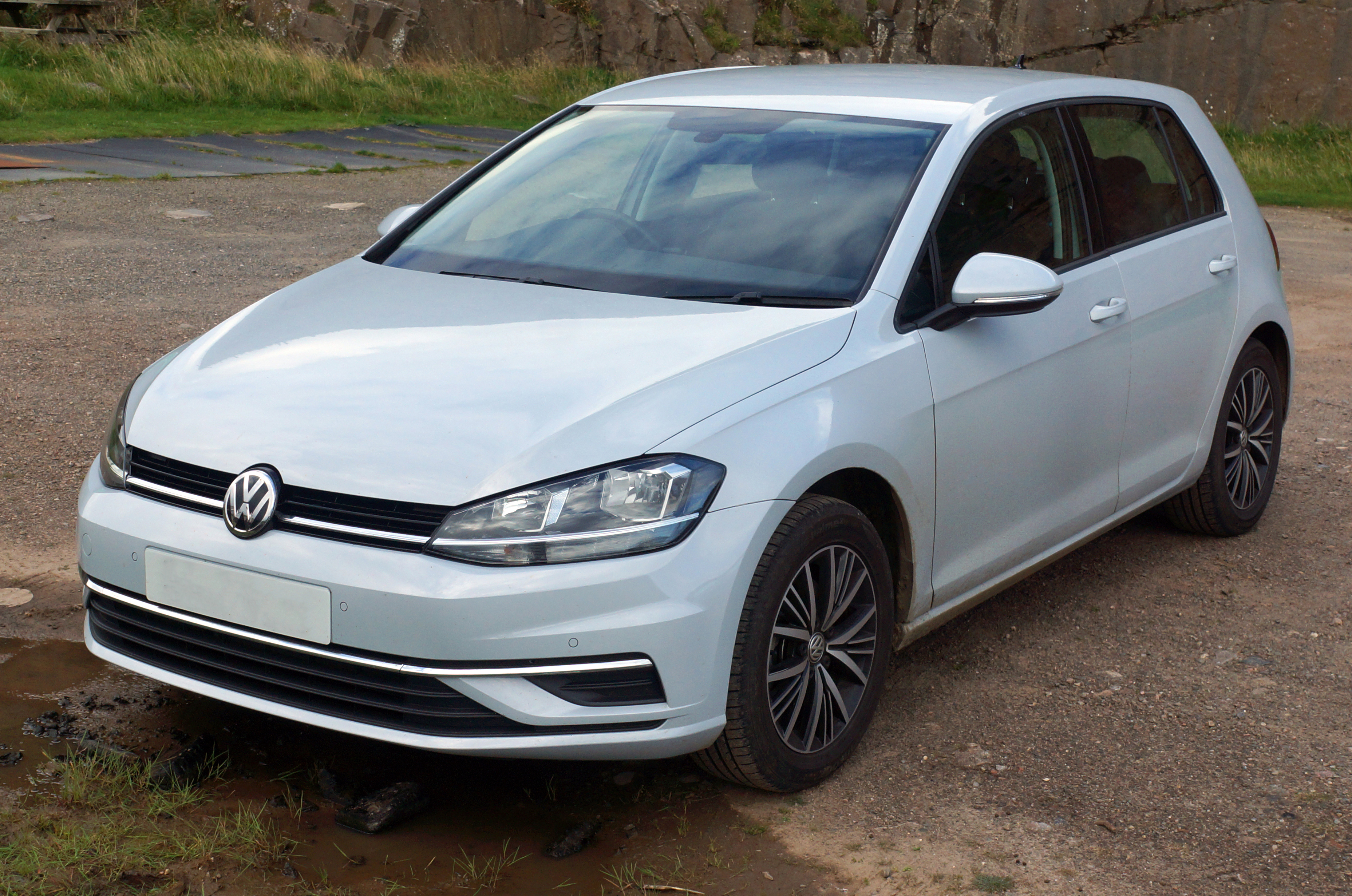
فولکس واگن گلف تولید شده در ولفسبورگ و زویکائو

### تاریخ اولیه
کارل بنز (که بعداً مرسدس بنز را راه اندازی کرد) و نیکولاس اوتو در اواخر دهه
۱۸۷۰ موتورهای چهار زمانه درون‌سوز را توسعه دادند، بنز طرح خود را در سال ۱۸۸۷ عملی کرد، که منجر ورود عرصه حمل و نقل به عصر مدرن شد. آلمان تا سال ۱۹۰۱ سالانه حدود ۹۰۰ خودرو، تولید می‌کرد. در سال ۱۹۲۶، دایملر آگ از شرکت‌های کارل بنز و گوتلیب دایملر تشکیل شد و خودروهایی را تحت علامت مرسدس بنز تولید کرد. در سال ۱۹۱۶ ب‌ام‌و و تأسیس شد، اما تولید خودرو را تا سال ۱۹۲۸ آغاز نکرد و تولید را از ۱۹۲۸ آغاز کرد.
تحول صنعت خودرو آلمان در اواسط دهه ۱۹۳۰ پس از انتخاب حزب ناسیونال سوسیالیست کارگران آلمان به قدرت اتفاق افتاد. نازی‌ها سیاستی را موسوم به ("موتوریزه")، سیاست حمل و نقل که آدولف هیتلر خود را یک عنصر کلیدی از تلاش برای مشروعیت بخشیدن به حکومت نازی با بالا بردن مردم استاندارد زندگی را آغاز کردند. علاوه بر توسعه صنعت ساخت اتومبیل، توسعه طرح‌های بزرگراهی (که اولین شبکه اتوبان‌های آلمان در سال ۱۹۳۵ به پایان رسید) نیز گسترش یافتند، شرکت فولکس‌واگن برای طراحی و ساخت یک خودروی قوی و ارزان طراحی شده بود، اولین محصول آن فولکس قورباغه‌ای بود که خط تولید آن، در سال ۱۹۳۷ راه اندازی شد. یک شهر جدید (معروف به وولفسبورگ از ۱۹۴۵) در اطراف کارخانه ایجاد شد تا نیروی کار عظیم آن را در خود جای دهد.

## کارخانه‌ها

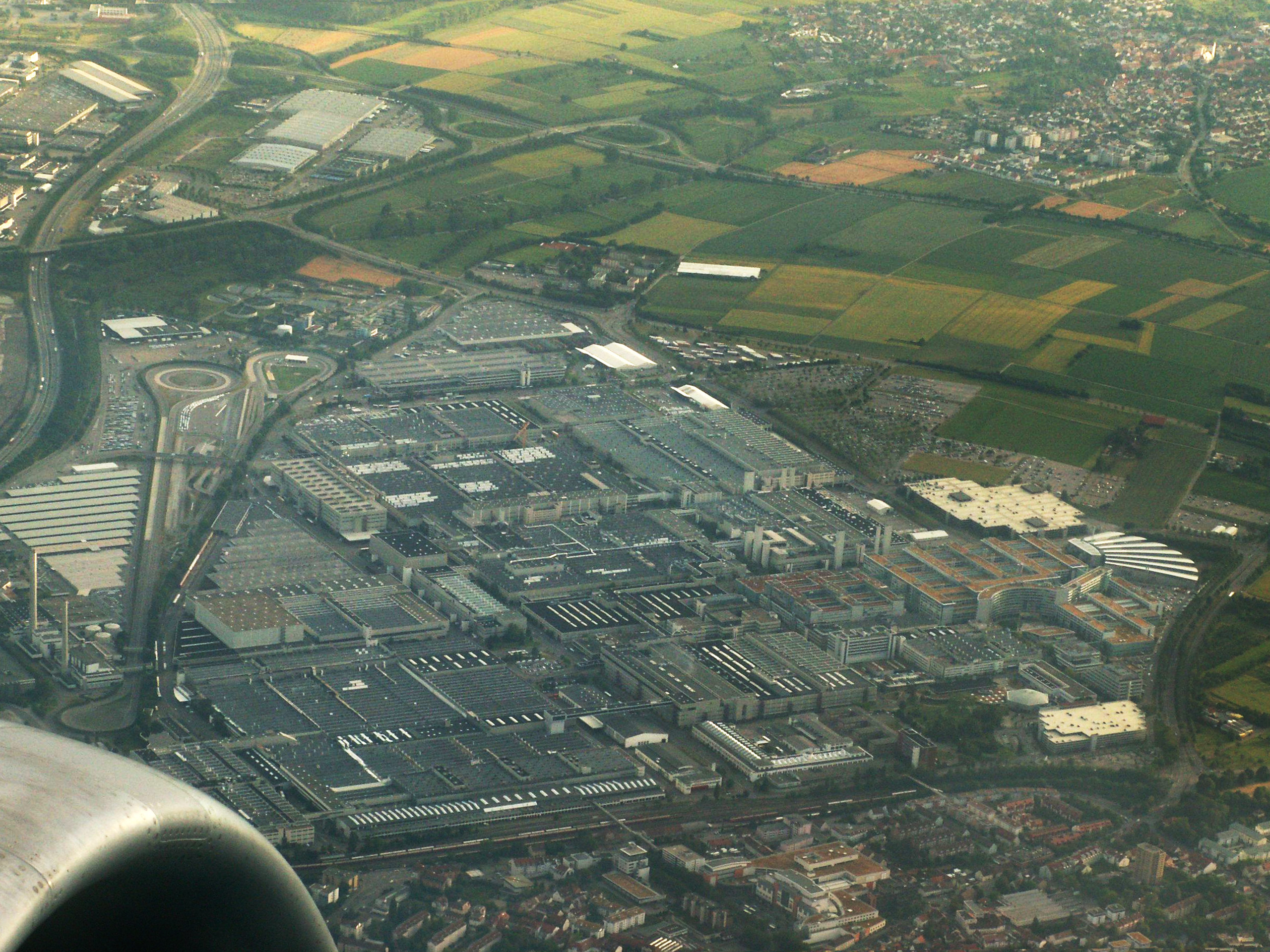
کارخانه مرسدس بنز در زیندلفینگن

### بادن-وورتمبرگ
- آفالترباخ: آام‌گ
- لرش (وورتمبرگ): خودروهای سفارشی (مرسدس بنز)
- مانهایم: مرسدس بنز، سترا، موتورهای کامیون
- نکازاولم: آئودی
- راشتات: مرسدس بنز
- زیندلفینگن: مرسدس بنز
- تسوفنهاوزن: پورشه
- اولم (آلمان): خودروهای آتش‌نشانی ماگیروس
- اشتوتگارت: مرسدس بنز
- وایسساخ: پورشه

### بایرن

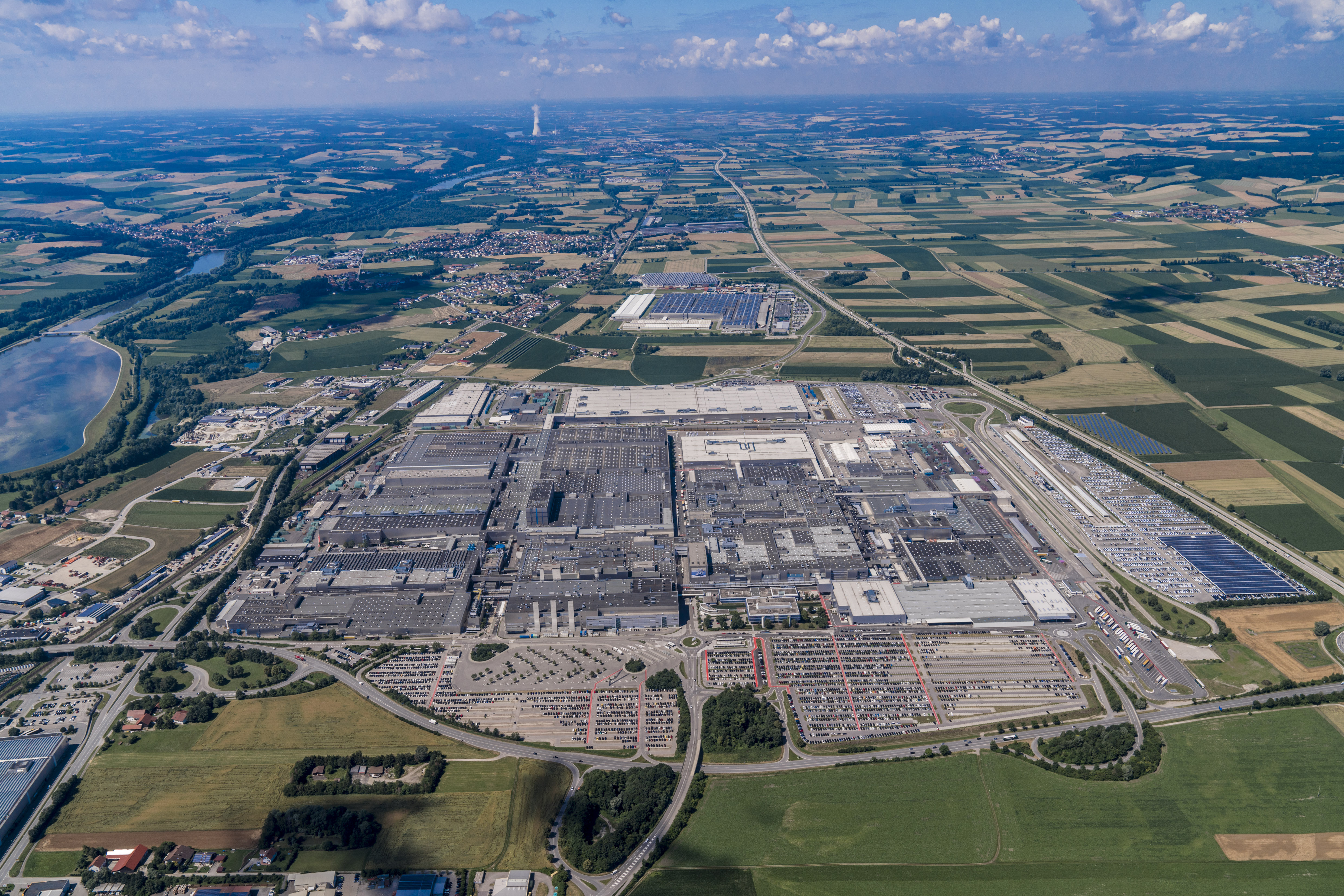
کارخانه گروه دینگولفینگ

- دینگولفینگ: کارخانه گروه بی‌ام‌و
- اینگولشتات: آئودی
- مونیخ: بی‌ام‌و
- مونیخ: کامیون‌های سنگین مان
- Neu-Ulm: مرسدس بنز، سترا
- نورنبرگ: مان
- پفافنهاوزن: راف
- رگنسبورگ: بی ام و

### آلمان شرقی
- برلین: مرسدس بنز

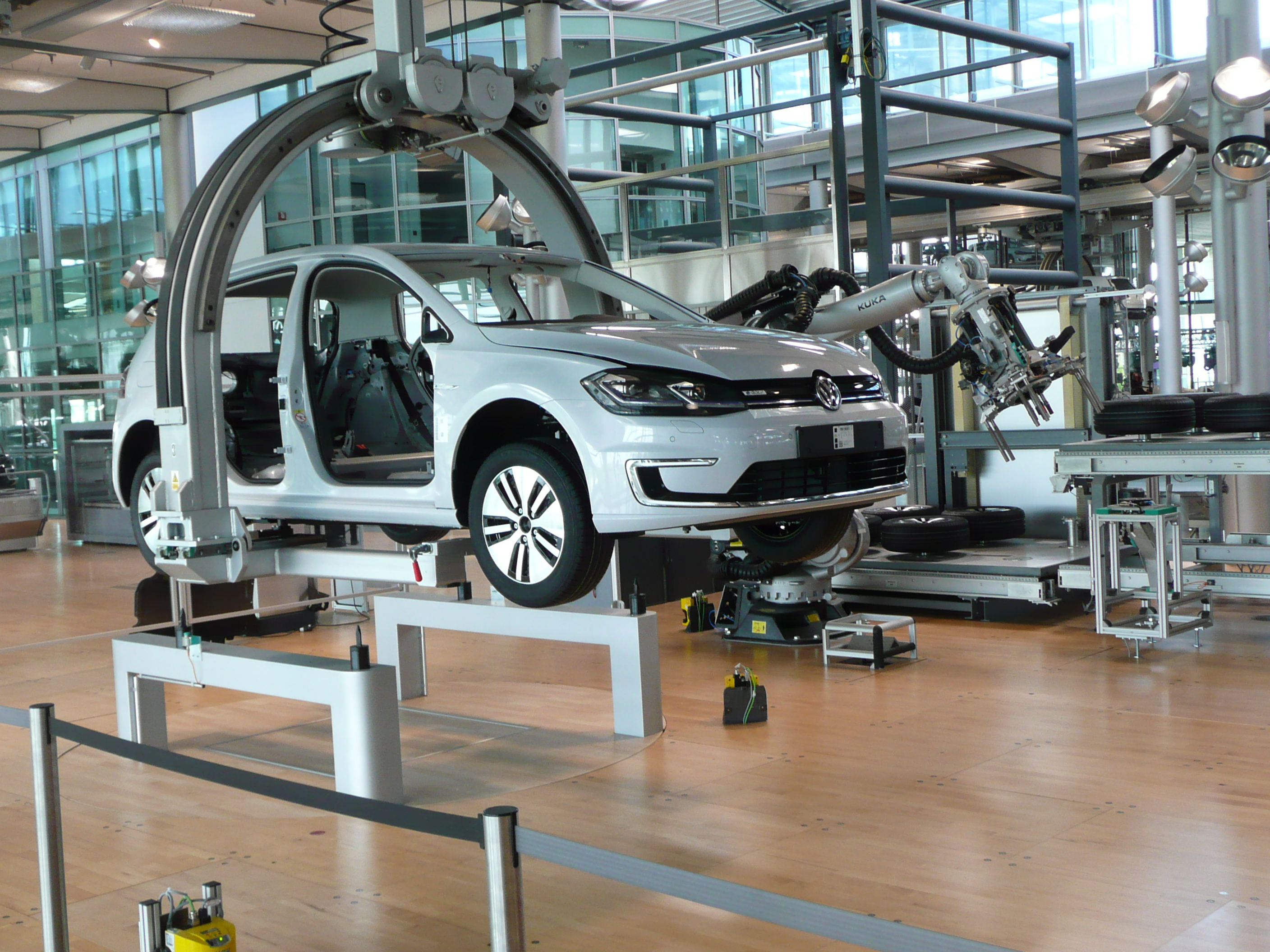
خط تولید فولکس واگن گلف در درسدن

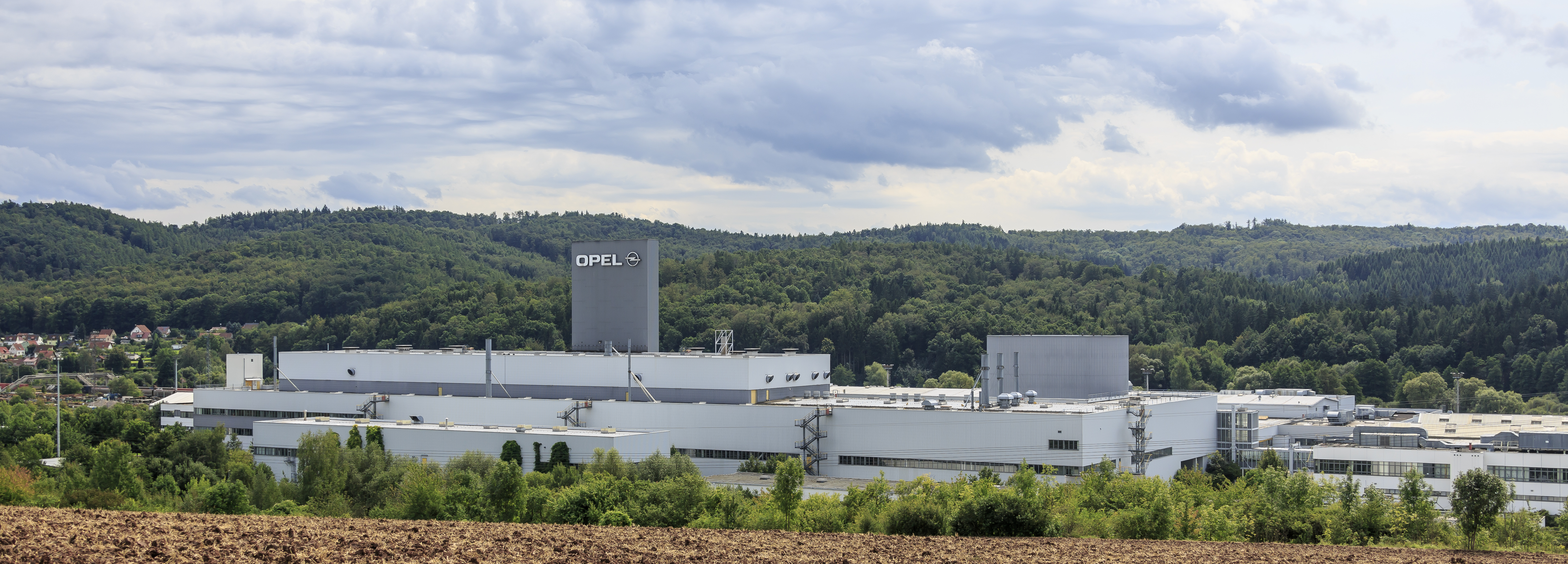
کارخانه اوپل آیزناخ

- گرونهایده (مارک) در نزدیکی برلین: تسلا از سال ۲۰۲۱
- کمنیتس: فولکس واگن
- درسدن: کارخانه شفاف فولکس واگن
- آیزناخ: اوپل آیزناخ
- کلدا: مرسدس بنز
- لایپزیگ: بی ام و
- لایپزیگ: پورشه
- لودویگزفلده: مرسدس بنز
- تسویکاو: فولکس واگن

### نیدرزاکسن
- آمدن (نیدزاکسن): فولکس واگن
- هانوفر: پورشه، فولکس واگن
- اسنابروک: فولکس واگن، پورشه
- زالتسگیتر: کامیون‌های سنگین مان
- زالتسگیتر: فولکس واگن
- وولفسبورگ: فولکس واگن

### نوردراین-وستفالن
- دورتموند: مینی بوس‌های مرسدس بنز، ایووباس
- دوسلدورف: مرسدس بنز، فولکس واگن
- کلن: فورد آلمان

### بقیه کشورها
- برمن: مرسدس بنز
- حیدا: خودروهای اسپرت AC
- کایزرسلاوترن: اوپل/واکسهال
- روسلزهایم: اوپل/واکسهال

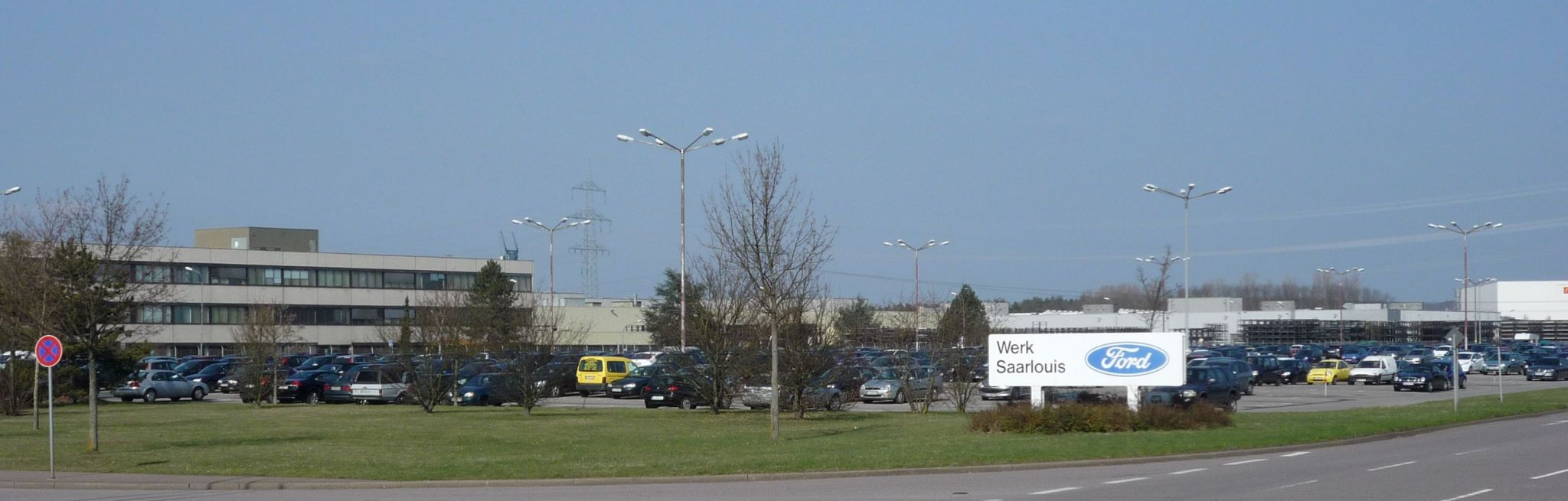
کارخانه بدنه و مونتاژ فورد سارلوئیس

- وورث آن در راین: مرسدس بنز، یونیماگ